# Queen Emeraldas
Королева Эмеральдас (яп. クィーン・エメラルダス Куи:н Эмэрарудасу) — манга Лэйдзи Мацумото, выпущенная в журнале Weekly Shōnen Magazine в 1978—1979 годах. Аниме-адаптация от студий OLM, Inc. и MAC транслировалась в 1998—1999 годах и включала 4 серии. Является спин-оффом франшизы Space Pirate Captain Harlock.

## Сюжет

### Манга
Хироси Умино очень везёт на людей, он по-настоящему верит в то, что делает. Мечты сбываются.  Эмеральдас трудно понять, в частности, почему она находится одна в космосе. Также подлинное происхождение её шрама остаётся загадкой.
Особенно интересны дополнительные истории, например, «Эмеральдас против Харлока», где автор изрядно посмеялся над своими персонажами. «Главный вопрос — как раздобыть вторую половину карты» — частный сюжет пиратских рассказов. Кораблём «Death Harlock» командует «мерзавец», на борту которого царят бедлам, пьянство и разгул. На судне Эмеральдас экипаж составляют только женщины. 6500 метров над Индийским океаном. Сверхсекретная карта сокровищ оказывается фальшивой. Даже если на острове ничего нет и полно врагов и ловушек, Харлок всё равно доберётся туда. «Королева Эмеральдас» последует за ним. Они растворились в облаках. Говорят, пилоты часто видят тени двух кораблей, летящих рядом.

### OVA
Парень по имени Хироси Умино мечтает построить свой корабль, покинуть Землю и бороздить просторы Вселенной. Он отправляется на планету Дайбаран, так как слышал, что инженер Тотиро Ояма когда-то построил из находящихся там энергетических кристаллов настоящий линкор. Дайбаранский город предстаёт в стиле Дикого Запада. Искатель приключений встречает Эмеральдас, в одиночестве путешествующую по Звёздному Морю на пиратском судне «Королева Эмеральдас», которая спасает его от воинственных афрессианцев. Она говорит юноше, что смелость неравна безрассудству и передаёт легендарный пистолет «Космический драгун». Это напоминает ей о Харлоке, «Аркадии» и тех днях, когда была влюблена в Тотиро. Коммандер Эль Домен и королева Балларда являются антагонистами в первых двух эпизодах. Опасным врагом становится киборг-убийца Вайдас. Далее коварная и жестокая Сирена пытается им помешать.
Хироси всё-таки построил собственный корабль и отправляется в путь, иногда вместе с Эмеральдас. История не имеет конца, удивительные странствия продолжаются.

## Роли озвучивали
- Хироси Умино: Мэгуми Хаясибара
- Эмеральдас: Рэйко Тадзима
- Лу Роу: Кэнъити Огата
- Тотиро Ояма: Коити Ямадэра
- Капитан Харлок: Макио Иноуэ
- Сирена: Гара Такасима
- Королева Балларда: Ёко Асагами
- Эль Домен: Хиротака Судзуоки
- Гамор: Дзюрота Косуги
- Капитан: Киёси Кобаяси
- Бармен: Хидэкацу Сибата
- Вайдас: Акио Оцука
- Ламейл: Хиро Юки
- Люсиль: Каори Симидзу
- Руда: Юко Миямура

## Список эпизодов
| № | Название                                                            | Дата оригинального показа |
| - | ------------------------------------------------------------------- | ------------------------- |
| 1 | Путешествие в бесконечность «Mugen e no Tabidachi» (無限への旅立ち) | 10.06.1998                |
| 2 | Бессмертная эмблема «Fumetsu no Monshô» (不滅の紋章)                | 10.07.1998                |
| 3 | Связь судьбы «Shukumei no Kizuna» (宿命の絆)                        | 25.08.1999                |
| 4 | Богиня Cирена «Siren no Megami» (サイレンの女神)                    | 18.12.1999                |

## Музыка
| №   | Название                                   | Длительность |
| --- | ------------------------------------------ | ------------ |
| 1.  | «Prologue»                                 | 1:56         |
| 2.  | «Queen Emeraldas»                          | 5:17         |
| 3.  | «The Domain Fleet and the Queen Emeraldas» | 3:01         |
| 4.  | «Planet Daibaran»                          | 3:34         |
| 5.  | «Military Planet Alfres»                   | 2:22         |
| 6.  | «Lock Tight»                               | 1:06         |
| 7.  | «Beauty»                                   | 4:27         |
| 8.  | «Showdown»                                 | 1:31         |
| 9.  | «Recollection»                             | 3:29         |
| 10. | «Alone in the Universe...»                 | 4:13         |
| 11. | «A Critical Situation»                     | 3:34         |
| 12. | «Rising to Action»                         | 2:36         |
| 13. | «One-to-One Gunfight»                      | 3:19         |
| 14. | «Epilogue»                                 | 1:31         |
| 15. | «Silent Song»                              | 6:24         |

- Музыка — Митиру Осима (кроме 2 и 15)
- Открывающая композиция:

1. «Queen Emeraldas», исполненная Тамами Мацумото.

Музыка — Тиса Танабэ, слова — Каёко Фуюмори.
Аранжировка — Осаму Тоцука.
- Закрывающие композиции:

1. «Silent Song», исполненная Тамами Мацумото.

Музыка, аранжировка — Ёсиаки Ооти, слова — Каёко Фуюмори.
1. «Hitori Demo Hitori De wa nai», исполненная Лили.

## Выпуск на видео

Реклама выхода третьей части на видеоносителях

Аниме вышло на VHS и DVD в США от «ADV Films» 30 ноября 1999 года. Туда попали только первые 2 эпизода. В 2009 году, во время экономического кризиса, компания-издатель была упразднена, а лицензия утрачена. В Западной Европе дистрибьютором стала фирма «Dybex», выпустившая эпизоды в PAL. В Италии 2 серии вышли на видеокассетах в 2002 году благодаря «Dynamic Italia».
В Японии серии сначала были выпущены VHS и LD, по одной на диск. В 1999 году в журналах Animage и Newtype специально вышла реклама. В 2001 году появился трёхдисковый DVD-BOX, содержащий все четыре эпизода.
Формат — полноэкранный 4:3 (1:33.1). Система — NTSC. Оригинальный звук — стерео 2.0. Также использовался канал низкочастотных эффектов (LFE).

## Критика
Манга получила положительные отзывы. Сайт Anime UK News дал 8 из 10 баллов, назвав историю приятной и хорошо продуманной. Эмеральдас, «Королева пиратов» или «Ведьма космических путей», неизменно изображается холодной, жёсткой, независимой путешественницей, время от времени приходя на помощь Хироси Умино, когда он пытается построить корабль и начать свою жизнь среди звёзд. Это рисует мир сурового, нигилистского будущего, Вселенной, в которой свирепый индивидуализм Дикого Запада растворяется в огромном пространстве космоса. Обстановку лучше всего описать как космический вестерн, в духе сериалов Cowboy Bebop или «Светлячок». Сразу выделяются элегантные женские фигуры (высокие, стройные, с длинными волосами), костюмы, планетарные пейзажи, корабли, одиночество.
Аниме удостоилось смешанных оценок, иногда отрицательных.
OVA «Queen Emeraldas» делали разные художники, дизайнеры и режиссёры. В итоге цельность отсутствует. Если первые две серии сняты Юдзи Асадой, то последние — Кагэямой Сигэнори, который неравнодушен к фэнтези. Одним из минусов является неудачная компьютерная графика в опенинге. Рендеринг выглядит довольно неаккуратным. Батальные сцены не слишком интересны, поскольку их исход предрешён. Действие похоже на драку между пауком и ружьём 10 калибра. Эмеральдас настолько крута, что иногда кажется: это какая-то шутка про Чака Норриса или Мэри Сью. Ещё одна история появления шрама только вносит путаницу. На фоне бескрайнего космоса она произносит пафосные монологи, заполняя пустоту. Частое «Я Эмеральдас» довольно быстро надоедает. Поскольку это говорит не Харлок, зрителю такое видится глупым. Ключевые темы сериала — следование своим мечтам и понимание того, что значит «быть мужчиной». Эмеральдас — женщина, а её образ жизни подчёркнуто мужской. Саундтрек заслуживает внимания, особенно начальная песня. Но упрощенный стиль повествования и графика «старой школы» могут отпугнуть поклонников более современного аниме.
OVA создана для тех, кто уже читал, смотрел более ранние работы Мацумото и знаком с персонажами франшизы. Автор не стеснялся называть Хироси паршивцем, потому что именно так он и действует большую часть времени. Безрассудный ребёнок, который никого не хочет слушать. Насколько он молод, чтобы постичь механику кораблестроения и испробовать космические путешествия? Для многих существует поток неисполнимых мечтаний.